# Arondismentul 15 din Paris
Arondismentul 15 (în franceză 15e arrondissement) este unul dintre cele douăzeci de arondismente din Paris. Este situat pe malul stâng al fluviului Sena. Este delimitat la nord de arondismentele 7 și 6, la est de arondismentul 14, la sud de comunele Vanves și Issy-les-Moulineaux și la vest de Sena și de arondismentul 16. Este cel mai populat arondisment.

## Demografie
| An                      | Populație | Densitate (loc. pe km²) |
| ----------------------- | --------- | ----------------------- |
| 1872                    | 75,449    | 8,874                   |
| 1954                    | 250,124   | 29,419                  |
| 1962 (vârf de populare) | 250,551   | 29,470                  |
| 1968                    | 244,080   | 28,709                  |
| 1975                    | 231,301   | 27,205                  |
| 1982                    | 225,596   | 26,534                  |
| 1990                    | 223,940   | 26,340                  |
| 1999                    | 225,362   | 26,507                  |
| 2009                    | 236,491   | 27,888                  |

## Administrație

### Primăria
| Alegere | Nume             | Partid           | Mențiuni                           |
| ------- | ---------------- | ---------------- | ---------------------------------- |
| 1983    | René Galy-Dejean | RPR/UMP          | Ales în 1983, 1989, 1995, și 2001. |
| 2001    | Philippe Goujon  | UMP/Republicanii | Ales în 2008 și 2014.              |

## Locuri

### Instituții
- Hôpital européen Georges-Pompidou
- Institutul Cultural Japonez din Paris
- Ministerul Apărării (cartierul Balard)
- Musée Bourdelle
- Musée Pasteur
- Musée de la Poste

### Principalele monumente

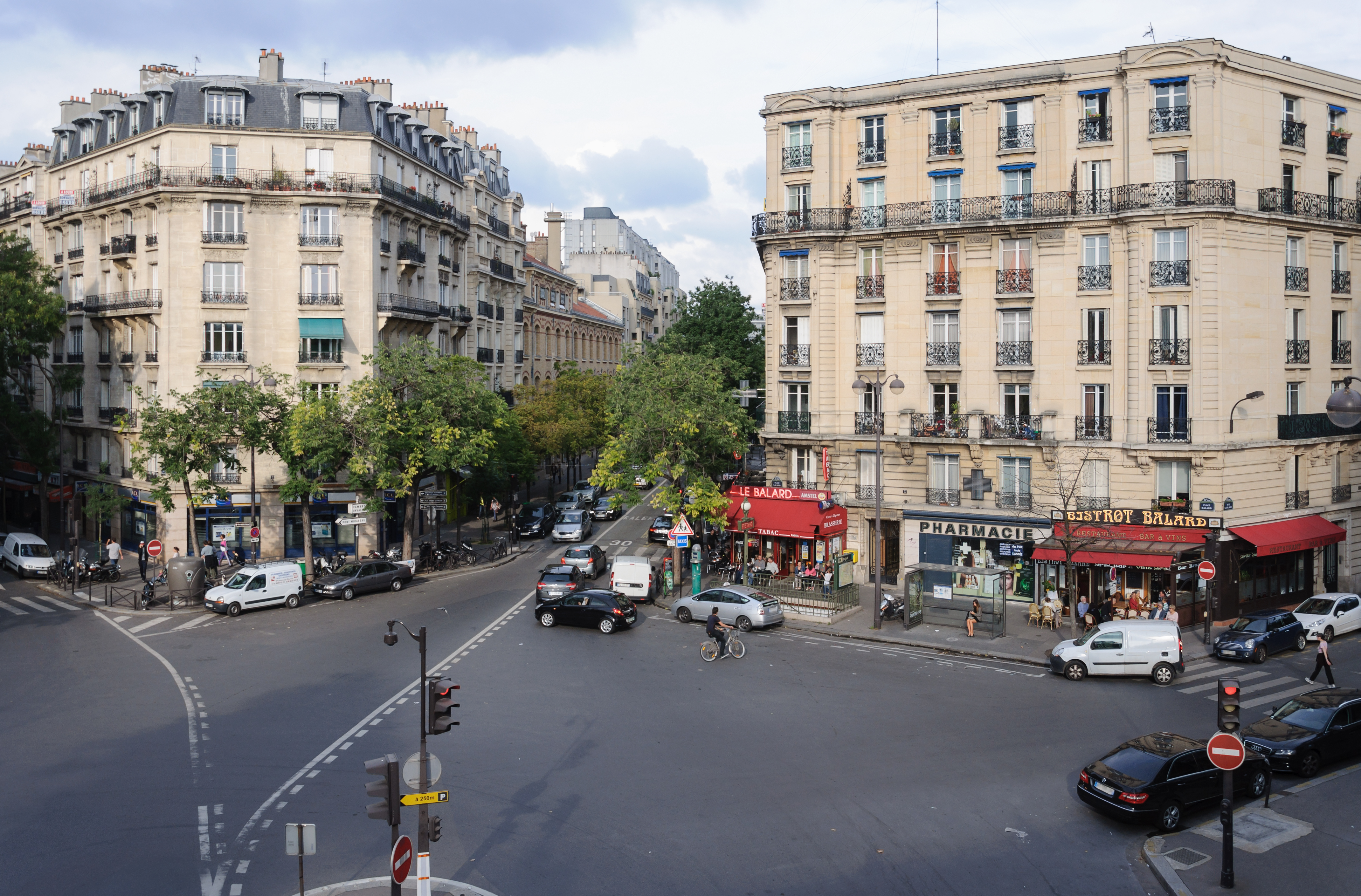
Piața Balard

- Monumente civile
  - Turnul Montparnasse

- Monumente religioase
  - Église Saint-Christophe-de-Javel
  - Église Notre-Dame-de-l'Arche-d'Alliance
  - Église Notre-Dame-de-la-Salette

- Parcuri și grădini
  - Grădina Atlantique
  - Parcul André-Citroën
  - Parcul Georges-Brassens

## Legături externe
- Site-ul oficial